# Blade Runner 2049
Blade Runner 2049 is een Amerikaanse neo noir-sciencefictionfilm uit 2017 onder regie van Denis Villeneuve. De film, met in de hoofdrollen Ryan Gosling en Harrison Ford, dient als officieel vervolg van Blade Runner (1982); het verhaal speelt zich dertig jaar na de gebeurtenissen van de eerste film af. Ridley Scott, die het eerste deel regisseerde, dient voor deze film als uitvoerend producent.

## Verhaal
Het jaar is 2049. De politie-eenheid Blade Runner wordt versterkt door officier K, die een duister geheim ontdekt dat vernietigende impact kan hebben op het voortbestaan van de mensheid.

## Rolverdeling
- Ryan Gosling als Officier K / Joe
- Harrison Ford als Rick Deckard
- Ana de Armas als Joi
- Sylvia Hoeks als Luv
- Robin Wright als Inspecteur Joshi
- Mackenzie Davis als Mariette
- Dave Bautista als Sapper Morton
- Jared Leto als Niander Wallace
- Edward James Olmos als Gaff
- Lennie James als Mister Cotton
- Carla Juri als Dr. Ana Stelline
- Tómas Lemarquis als Archivaris
- Barkhad Abdi als Doc Badger
- David Dastmalchian als Coco
- Hiam Abbass als Freysa
- Wood Harris als Nandez
- Sallie Harmsen als Vrouwelijke Replicant
- Sean Young als Rachael
- Loren Peta als Rachael dubbelgangster
- Krista Kosonen als Doxie

## Productie

### Ontwikkeling
Al in 1999 werd gepoogd om een sequel van de voorloper te ontwikkelen; Stuart Hazeldine schreef een scenario gebaseerd op Blade Runner 2: The Edge of Human, het vervolgboek van de roman De elektrische nachtmerrie waar Blade Runner op is gebaseerd. Vanwege problemen met het vergaren van de copyrights werd het project uiteindelijk gestaakt. In 2005 maakte scenarist Travis Wright bekend dat hij een sequel had geschreven en deze onder aandacht probeerde te brengen van Bud Yorkin, die de rechten van een vervolg in handen heeft. In 2008 berichtte Wright opnieuw naar mogelijkheden te zoeken om een sequel te maken, maar vanwege financiële gebreken kwam het project niet van de grond.
In juni 2009 werd aangekondigd dat Ridley Scott samen met zijn broer Tony Scott aan een prequel van Blade Runner genaamd Purefold werkte; het project zou in verschillende fragmenten van vijf tot tien minuten worden uitgebracht. Vanwege copyrightproblemen werden de personages en het verhaalwereld enigszins aangepast; uiteindelijk kwam de financiering niet rond.
In maart 2011 kwam het nieuws dat Yorkin officieel bezig was met een vervolgfilm; Christopher Nolan werd benaderd voor de regie. In augustus dat jaar maakte Scott bekend was dat hij aan het roer van het project stond en dat de opnamen niet voor 2013 van start zouden gaan. In deze periode doken de eerste speculaties op dat Harrison Ford zou terugkeren in de rol van Rick Deckard. Ford bevestigde in oktober 2013 dat er onderhandelingen plaatsvonden voor zijn terugkeer als Rick Deckard. In november 2014 liet Scott weten dat hij de regie niet op zich zou nemen, maar wel als producent betrokken zou blijven.
Uiteindelijk werd het vervolg in februari 2015 officieel bevestigd, met Denis Villeneuve in de regiestoel; Villeneuve was persoonlijk door Scott benaderd om de regie in handen te nemen. Villeneuve liet weten dat hij had toegezegd omdat de producenten van de film, Broderick Johnson en Andrew A. Kosove, goede vrienden van hem zijn.

### Preproductie
Vlak na de officiële lancering van het project deelde Rutger Hauer, die een belangrijke rol in het eerste deel vervulde, mee dat hij geen verschijning zou maken in dit vervolg. In april 2015 werd bekendgemaakt dat Ryan Gosling in onderhandeling was voor de hoofdrol. In november dat jaar bevestigde hij zijn medewerking, en noemde Villeneuve en cameraman Roger Deakins als voornaamste drijfveren om de rol te accepteren.
De casting van de bijrollen vond in het voorjaar van 2016 plaats. Robin Wright was in maart 2016 een van de eersten wier medewerking werd bekendgemaakt. In april 2016 werd bevestigd dat de Nederlandse actrice Sylvia Hoeks een van de vrouwelijke hoofdrollen had bemachtigd. Dave Bautista en Ana de Armas werden in dezelfde maand toegevoegd aan de cast. Carla Juri werd in mei 2016 gecast. De medewerking van Mackenzie Davis en Barkhad Abdi werd in juni 2016 bevestigd. In juli 2016 werden Hiam Abbass, David Dastmalchian en Lennie James toegevoegd aan de cast. In augustus 2016 kwam ten slotte het nieuws dat Jared Leto een rol had gekregen.
In november 2016 kwam het nieuws dat Sallie Harmsen als tweede Nederlandse actrice was toegevoegd aan de cast in een 'kleine maar cruciale rol'. In maart 2017 liet Edward James Olmos weten dat, naast Harrison Ford, ook hij zou terugkeren in het vervolg.
In februari 2016 liet Warner Brothers weten dat de film op 12 januari 2018 zou worden uitgebracht. In april dat jaar werd bericht dat de releasedatum werd geschoven naar 6 oktober 2017. Reden tot vervroeging was dat januari 2018 al volstond met concurrerende films.

### Draaiperiode
In juli 2016 ging de draaiperiode van start. In augustus dat jaar kwam een 28-jarige Hongaarse bouwvakker om het leven in de studio in Boedapest toen een filmset waar hij zich onder bevond plotseling instortte. De opnamen werden in november 2016 afgerond in Hongarije.
In oktober 2016 werd de officiële titel onthuld.

### Muziek
Oorspronkelijk werd de filmcomponist Jóhann Jóhannsson verbonden aan het project, die eerder met Villeneuve werkte aan de films Prisoners, Sicario en Arrival. Hoewel op 29 juli 2017 nog werd aangekondigd dat de componisten Hans Zimmer en Benjamin Wallfisch hem zouden bijstaan met het schrijven aan de muziek, werd op 10 september 2017 duidelijk en officieel bevestigd dat Jóhannsson niet langer is verbonden aan het project, mede doordat alleen de naam Zimmer nog op de recente poster staat vermeld. Op 5 oktober 2017 bracht Epic Records de originele soundtrack uit, met filmmuziek gecomponeerd door Zimmer en Wallfisch en muziek van Frank Sinatra en Elvis Presley.

## Ontvangst

### Critici
Op Rotten Tomatoes haalt de film een Certified Fresh rating van 88%, gebaseerd op 310 recensies met een gemiddelde van 8.2/10. De Critics Consensus op de site meldt "Visueel verbazend en narratief bevredigend, Blade Runner 2049 verdiept en verruimt het verhaal van zijn voorganger, terwijl het ook staat als een indrukwekkend staaltje filmmaken."
Metacritic komt op een score van 81/100, gebaseerd op 51 recensies.

### Box-office
Blade Runner 2049 ging op 3 oktober 2017 in première. Analisten voorspelden een openingsweekend tussen de $45 miljoen en $55 miljoen in de Verenigde Staten. De film had echter een tegenvallend openingsweekend in de Verenigde Staten met slechts een omzet van $31,5 miljoen. Het openingsweekend op de internationale markt was met $50,2 miljoen binnen de verwachtingen van de analisten en de studio.

## Prijzen en nominaties
De belangrijkste:
| Jaar | Prijs                                | Categorie                                                        | Genomineerde(n)                                                  | Uitslag     |
| ---- | ------------------------------------ | ---------------------------------------------------------------- | ---------------------------------------------------------------- | ----------- |
| 2017 | Golden Trailer Award                 | Best Teaser                                                      | Warner Bros. & Wild Card                                         | Gewonnen    |
| 2018 | Critics' Choice Awards               | Beste cinematografie                                             | Roger Deakins                                                    | Gewonnen    |
| 2018 | Critics' Choice Awards               | Beste Production Design                                          | Dennis Gassner & Alessandra Querzola                             | Genomineerd |
| 2018 | Critics' Choice Awards               | Beste montage                                                    | Joe Walker                                                       | Genomineerd |
| 2018 | Critics' Choice Awards               | Beste kostuums                                                   | Renée April                                                      | Genomineerd |
| 2018 | Critics' Choice Awards               | Beste visuele effecten                                           | Beste visuele effecten                                           | Genomineerd |
| 2018 | Critics' Choice Awards               | Beste sciencefiction/horrorfilm                                  | Beste sciencefiction/horrorfilm                                  | Genomineerd |
| 2018 | Critics' Choice Awards               | Beste filmmuziek                                                 | Hans Zimmer & Benjamin Wallfisch                                 | Genomineerd |
| 2018 | Satellite Awards                     | Beste cinematografie                                             | Roger Deakins                                                    | Gewonnen    |
| 2018 | Satellite Awards                     | Beste visuele effecten                                           | Beste visuele effecten                                           | Gewonnen    |
| 2018 | Satellite Awards                     | Beste geluidseffecten                                            | Beste geluidseffecten                                            | Genomineerd |
| 2018 | Satellite Awards                     | Beste Art Direction en Production Design                         | Beste Art Direction en Production Design                         | Genomineerd |
| 2018 | American Society of Cinematographers | Outstanding Achievement in Cinematography in Theatrical Releases | Roger Deakins                                                    | Gewonnen    |
| 2018 | BAFTA Awards                         | Beste regisseur                                                  | Denis Villeneuve                                                 | Genomineerd |
| 2018 | BAFTA Awards                         | Beste cinematografie                                             | Roger Deakins                                                    | Gewonnen    |
| 2018 | BAFTA Awards                         | Beste montage                                                    | Joe Walker                                                       | Genomineerd |
| 2018 | BAFTA Awards                         | Beste grime en haarstijl                                         | Donald Mowat & Kerry Warn                                        | Genomineerd |
| 2018 | BAFTA Awards                         | Beste filmmuziek                                                 | Hans Zimmer & Benjamin Wallfisch                                 | Genomineerd |
| 2018 | BAFTA Awards                         | Beste productieontwerp                                           | Dennis Gassner & Alessandra Querzola                             | Genomineerd |
| 2018 | BAFTA Awards                         | Beste geluid                                                     | Ron Bartlett, Doug Hemphill, Mark Mangini, Mac Ruth & Theo Green | Genomineerd |
| 2018 | BAFTA Awards                         | Beste visuele effecten                                           | Gerd Nerzef & John Nelson                                        | Gewonnen    |
| 2018 | Academy Awards                       | Beste geluidseffecten                                            | Mark Mangini & Theo Green                                        | Genomineerd |
| 2018 | Academy Awards                       | Beste geluid                                                     | Ron Bartlett, Doug Hemphill & Mac Ruth                           | Genomineerd |
| 2018 | Academy Awards                       | Beste productieontwerp                                           | Dennis Gassner & Alessandra Querzola                             | Genomineerd |
| 2018 | Academy Awards                       | Beste camerawerk                                                 | Roger Deakins                                                    | Gewonnen    |
| 2018 | Academy Awards                       | Beste visuele effecten                                           | Beste visuele effecten                                           | Gewonnen    |
| 2019 | Grammy Awards                        | Best Score Soundtrack For Visual Media                           | Hans Zimmer & Benjamin Wallfisch                                 | Genomineerd |